# Kees Boot
Kees Boot (Dronten, 26 maart 1970) is een Nederlands acteur.

## Levensloop
Kees Boot studeerde aan de Amsterdamse Toneelschool en deed eindexamen in 1995. Hij maakte onderdeel uit van het gezelschap Tevengebroed, waarmee hij te zien was in voorstellingen als Bierkaai, Kaalslag en OUT.
Hij brak door bij het grote publiek als manager John in de Cup-a-Soupreclame. Een andere rol die hem op televisie faam bezorgde is de rol van Johnny in het tweede en derde seizoen van de serie All Stars, als opvolger van Daniël Boissevain. Vanaf All Stars 2: Old Stars nam Boissevain de rol weer terug. Wel was Boot voor deze film als scheidsrechter te zien in de speciaal opgenomen reclame van de Nationale bioscoopbon. Daarnaast speelde hij de rol van coach Meeuwse en vader van Hero in All Stars- de musical in 2018-2019. 
Ook speelde hij op televisie de rol van Leo Bogaarts, de vader van Charley Bogaarts, in de tv-serie SpangaS. Vanaf 2022 is hij te zien in Goede tijden, slechte tijden als Luuk.
In het theater was de acteur onder meer te zien in het satirische stuk Popcorn van Ben Elton. Voor deze theatervoorstelling ontving hij in 2003 de Arlecchino, de prijs voor de beste mannelijke bijrol van dat seizoen. Hiernaast speelde hij in Ciske de Rat (musical), Hij Gelooft in Mij en De Marathon (musical).
Boot deed mee aan Expeditie Robinson 2013. In 2021 was hij een van de deelnemers in het eerste seizoen van het RTL-programma De Verraders. In 2023 deed hij mee aan het SBS6-programma Moordfeest. In 2024 deed Boot mee aan het RTL-programma Weet Ik Veel.

## Prijs
- 2003 – Arlecchino (beste mannelijke bijrol van het seizoen 2002/2003) – Popcorn (rol: Wayne Hudson)